# Иванов, Александр Юльевич
Алекса́ндр Ю́льевич Ивано́в (род. 3 марта 1961, Москва , СССР) — советский и российский рок-певец, музыкант, автор песен, лидер группы «Рондо».

## Биография

### Детство, юность
Родился 3 марта 1961 года в Москве.
Детство будущего рок-музыканта было связано со спортом. Он занимался дзюдо в течение 12 лет. Проходил службу в рядах Советской армии (танковые войска).

### Начало музыкальной деятельности
Профессионально заниматься музыкой Александр Иванов начал в 1981 году. Играет на гитаре и контрабасе.
Играл в ансамблях «Алло», «Аэропорт», «Кратер», «Монитор».
1984—1986 — был руководителем молодёжной экспериментальной студии во дворце культуры «Коммуна» при хлопчатобумажном комбинате им. Фрунзе.
В 1986 году на молодёжной экспериментальной студии во дворце культуры «Коммуна» при хлопчатобумажном комбинате им. Фрунзе познакомился с Евгением Хавтаном, который сказал, что группе «Рондо» требуется новый солист.
В 1989 году сняли клип на песню «Бледный бармен» («Тоже является частью вселенной»). Песня стала мегахитом и визитной карточкой группы «Рондо». Следующий хит группы «Рондо» — дуэт с Владимиром Пресняковым-младшим «Я буду помнить».
В 1992 году группа на некоторое время изменила свой стиль с лирико-философского рока на подростковый рокапопс. В такой стилистике выполнены альбомы Kill me with your love и Добро пожаловать в рай.

### Сольная карьера
В 1995 году Александр Иванов познакомился с Сергеем Трофимовым и решил исполнить несколько его лирических композиций. Песни «Боже, какой пустяк», «Я постелю тебе под ноги небо» и «Моя неласковая Русь» стали народными хитами.
В 1997 году альбом «Грешной души печаль», впервые подписанный «Александр Иванов», стал лидером продаж. Сингл «Боже, какой пустяк» получает премию «Золотой граммофон» и становится «визитной карточкой» Иванова. Однако затем творческое сотрудничество надолго остановилось. По некоторым сведениям, Иванов поссорился с Сергеем Трофимовым из-за финансовых разногласий.
В 1998 году Иванов привлёк к работе других авторов, в том числе Михаила Шелега, написавшего хиты «Московская осень», «Невский проспект» и «Над колокольнями» (последняя вошла ещё в переиздание альбома «Грешной души печаль» (1999)).
Вышедший в 2000 году альбом «Когда вырастут крылья» повторил успех дебюта.
В 2003 году Александр Иванов принимает решение отказаться от бренда «Рондо», потому что его имя стало к тому времени более известно широкой публике, чем название группы. Он окончательно уходит в сольную карьеру, а «Рондо» становится его музыкальным коллективом.
В 2005 году ведёт программу «С утра постарше» на канале MTV Россия.
В 2006 году выходит альбом «Пассажир». Основной автор песен — Александр Дзюбин.
В 2008 году певец принял участие в шоу «Суперстар-2008. Команда мечты» на НТВ (от сборной России).
В феврале 2011 года Александр Иванов выпускает свой сольный альбом «Это был я». Главным хитом альбома стал ремейк Михаила Шелега «Дождь». Сам альбом стал лидером продаж сети магазинов «Союз»
Летом 2013 года выходит сборник «Пространство (Баллады)», в который также вошли ранее не издававшиеся песни «Немного жаль», «Ушедшие мгновения», «Февраль» и «На краю» (автор и первый исполнитель которой — Сергей Трофимов).
В январе 2014 года вышли сборники «Drive» и «Пространство (Романсы)», в 2015 году — сингл «В облаках у водопада» (автор заглавной композиции — Олег Митяев) и сборник «Дуэты».
В 2017 году вышел мини-альбом «Этой весной» из четырёх новых песен.
В 2021 году вышел новый студийный альбом «Там», в который вошли двадцать песен, в том числе весь мини-альбом «Этой весной» и кавер-версия на песню «Бандито» из мультсериала «Приключения капитана Врунгеля».

## Общественная позиция, санкции
В 2012 году выступил на митинге в поддержку Владимира Путина. Впоследствии поддержал его политику по Крыму и Украине. 
В 2022 году Иванов в составе группы «Рондо» принял участие в патриотическом марафоне «Zа Россию» «в поддержку президента Путина и российских военных, которые проводят спецоперацию на Украине»..
1 июня 2022 года Латвия запретила Иванову въезд в страну из-за поддержки и оправдания российского вторжения. 7 января 2023 года по этой же причине внесён в санкционный список Украины.
В середине июня 2023 года поддержал и присоединился к предложению выплачивать премию российским военным и гражданским за подбитые танки Leopard украинских военных из личных средств.

## Семья
- Первая жена (1987—2007) — Елена Иванова, балетмейстер детского хореографического ансамбля «Барвинок», художественный руководитель и балетмейстер труппы «Color Ballet».
  - Дочь — Карина Иванова (род. 1988) — актриса (окончила «ГИТИС»), выиграла конкурс красоты «Мисс Московия» и стала Мисс Столица-2004[15].
- Вторая жена — Светлана Федоровская.
  - Сын — Александр Иванов (род. 2009).
  - Дочь — Светлана Иванова (род. 2015)[16].

## Критика
В начале 2000-х в ряде изданий Александра Иванова обвинили в периодическом использовании фонограммы на сольных концертах.

## Сольная дискография
- 1997 — Грешной души печаль (переиздания — 1999, 2006, 2015)
- 2000 — Когда вырастут крылья (переиздание — 2006)
- 2006 — Пассажир
- 2008 — Неформат
- 2011 — Это был я
- 2013 — Пространство (Баллады)
- 2014 — Drive
- 2014 — Пространство (Романсы)
- 2015 — В облаках у водопада (сингл)
- 2015 — Дуэты (сборник дуэтных версий старых хитов)
- 2017 — Этой весной (мини-альбом)
- 2021 — Там

### Сборники
- 2013 — Ремиксы
- 2013 — The best
- 2019 — Best

## Популярные песни
- Боже, какой пустяк (премия «Золотой граммофон»)
- В облаках у водопада
- Город ждёт (Соблазн)
- Дождь
- Забытая
- Значимый другой
- Круги на воде
- Московская осень
- Мотив последней песни
- Моя неласковая Русь
- На краю
- Нас венчает гроза
- Невский проспект
- Ночь
- Песня про любовь
- Родина
- Сердце
- Тоже является частью вселенной
- Это был я
- Я буду помнить
- Я зову дождь
- Я постелю тебе под ноги небо
- Я тебя недолюбил